# Mocsonyi–Teleki-kastély
A kápolnási Mocsonyi–Teleki-kastély műemlék épület Romániában, Arad megyében. A romániai műemlékek jegyzékében az  AR-II-a-A-00594 sorszámon szerepel.